# Wise Men of Gotham

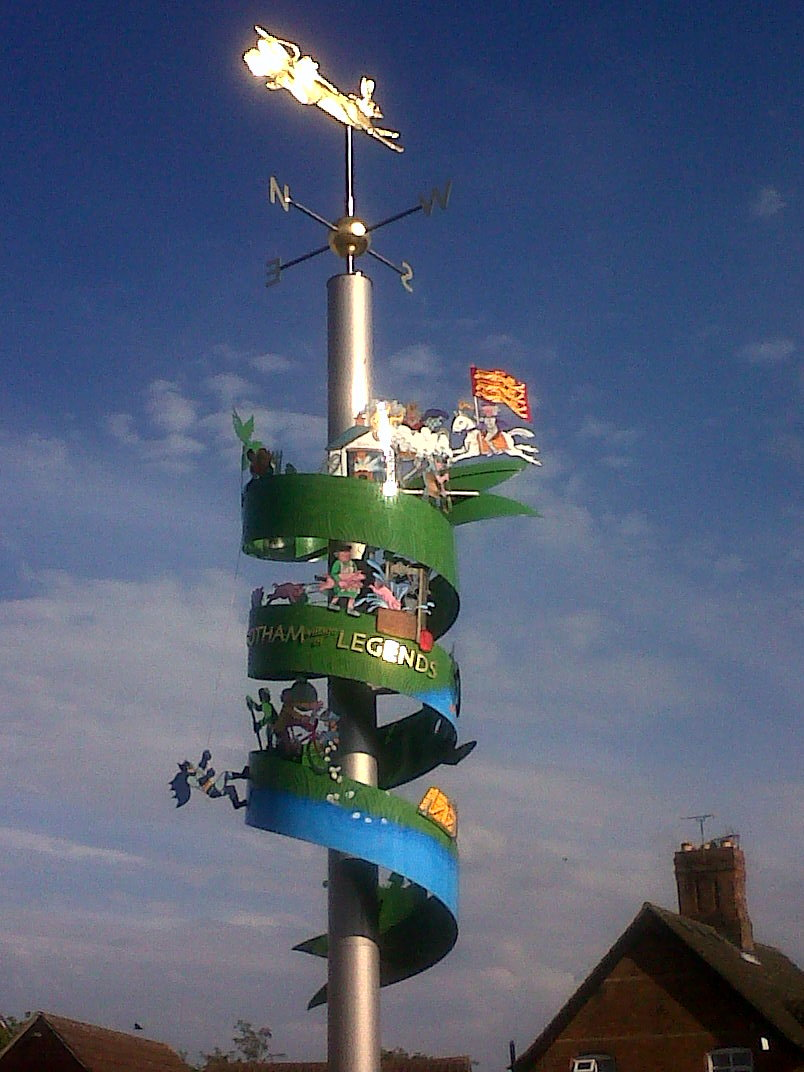
Motive der Gotham-Legenden auf einer Windfahne im Dorfzentrum

Wise Men of Gotham (sinngemäß „[Die] klugen Leute von Gotham“) ist ein alter Spitzname für die Einwohner des Dorfes Gotham in Nottinghamshire (England) in Anspielung auf eine angebliche Begebenheit, bei der sie geistige Verwirrtheit vortäuschten, um die Folgekosten eines königlichen Besuches zu vermeiden.

## Legende

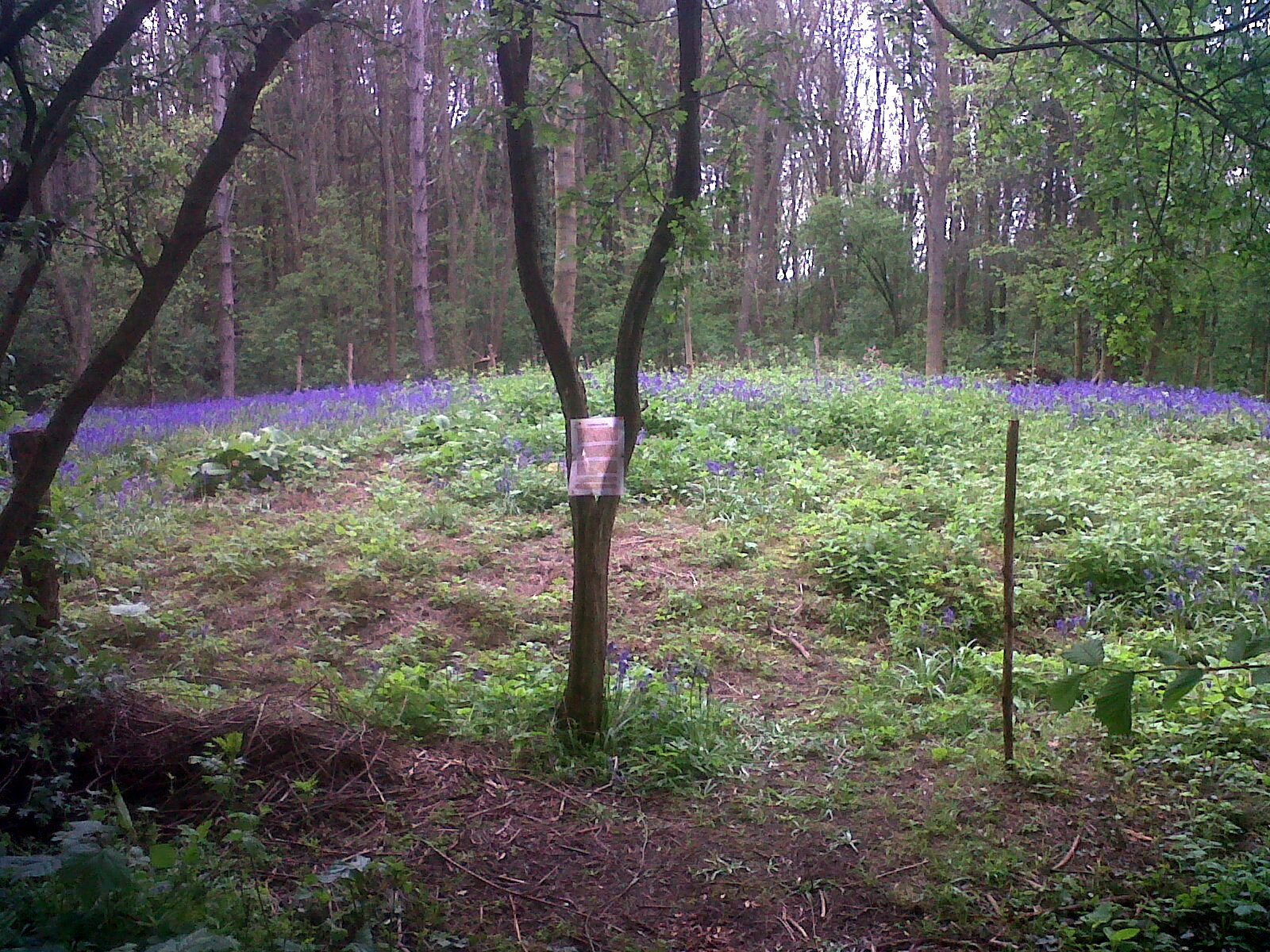
Der Cuckoo Bush Mound soll der Ort sein, an dem die Wise Men einen Kuckuck einzuzäunen versuchten. Das 3000 Jahre alte Hügelgrab wurde 1847 als solches erkannt.

Nach der Legende hatte König Johann Ohneland (1167–1216) vor, durch sein Land zu reisen. Damals musste jeder Weg, auf dem der König ritt, anschließend zu einer öffentlichen Straße ausgebaut werden. Die Einwohner Gothams wollten das in ihrem Dorf vermeiden. Daher täuschten sie beim Eintreffen der königlichen Kundschafter vor, schwachsinnig zu sein. Wo immer die Boten hinblickten, sahen sie Bauern bei einer absurden Tätigkeit. Hierüber in Kenntnis gesetzt, entschied sich König Johann Ohneland, sein Lager anderswo aufzuschlagen. Die „Wise Men“ brüsteten sich anschließend mit den Worten: „We ween there are more fools pass through Gotham than remain in it.“ („Wir wissen, dass mehr Verrückte durch Gotham ziehen, als dort bleiben.“)
In der 1874 veröffentlichten Neuausgabe von Tenures of Land (Thomas Blount, 1618–1679) wird die Begegnung der königlichen Boten mit den Gothamern so beschrieben: Einige der Einwohner bemühten sich, einen Aal in einem Wasserbehältnis zu ertränken; andere waren damit beschäftigt, Fuhrwerke [englisch carts] auf eine große Scheune zu ziehen, um deren Holz vor der Sonne zu schützen; andere rollten ihre Käselaiber einen Hügel herunter, auf dass sie ihren Weg nach Nottingham zum Verkauf finden würden. Einige waren damit beschäftigt, einen auf einem Busch sitzenden Kuckuck einzuzäunen, obwohl an derselben Stelle längst ein neuer Busch stand. Alle waren mit einer verrückten Tätigkeit beschäftigt, was die Diener des Königs davon überzeugte, dass dies ein Dorf von Narren war. Daraus entstand später die Redewendung „wise men of Gotham“ oder „fools of Gotham“.
Die Wakefield Mystery Plays, eine 32-teilige Reihe von Mysterienspielen um Fronleichnam, entstanden im Mittelalter in der englischen Stadt Wakefield, erwähnte die „foles of Gotham“ frühestens im 15. Jahrhundert und eine Sammlung ihrer Witze wurde im 16. Jahrhundert unter dem Titel Merrie Tales of the Mad Men of Gotham, gathered together by A.B., of Phisicke Doctour veröffentlicht. Das „A.B.“ soll vermutlich für Andrew Boorde oder Borde (1490?–1549) stehen, der als geistreicher Schreiber bekannt war, aber er hatte wahrscheinlich nichts mit der Veröffentlichung zu tun.

## Vergleichbare Erzählungen
Neben Gotham gibt es noch weitere „Zentren“ besonders einfältiger Bürger. So zählen die Einwohner von Coggeshall in Essex, die „Carles“ von Austwick in Yorkshire, die the „Gowks“ von Gordon in Berwickshire den landesweiten Spott auf sich. Für einige Jahrhunderte waren auch die Bewohner Suffolks sowie diese von Norfolk das Ziel von Belustigungen.
So sind auch in vielen anderen Ländern Ortsangaben, wo besonders zurückgebliebene Bürger wohnen sollen, ein beliebter Brauch. In Deutschland kennt man die Abenteuer der Schildbürger aus der fiktiven Stadt Schilda oder auch den gepflegten Ostfriesenwitz; in den Niederlanden sind es die Bewohner der Stadt Kampen, über die man sich belustigt; in Tschechien waren es die Einwohner des fiktiven böhmischen Dorfes Kocourkov und des mährischen Dorfes Šimperk. Skandinavien wartet auf mit den schwedischen Täljetokar von Södertälje und den Kälkborgare von Kälkestad sowie der dänischen Erzählung der dummen Einwohner der Halbinsel Mols auf Jütland auf, während die Finnen über die Hölmöläiset und die Bembölebor schmunzeln. Auch die alten Griechen erkannten in Böotien und Kyme Orte des Schwachsinns; die Thraker Abdera und die frühen Juden Nazareth. Juden der Neuzeit, insbesondere die europäischen Juden, amüsieren sich über die alten Anekdoten der polnischen Stadt Chełm. Im alten Anatolien galt Phrygia als Hort der Dummen.

## Kindervers

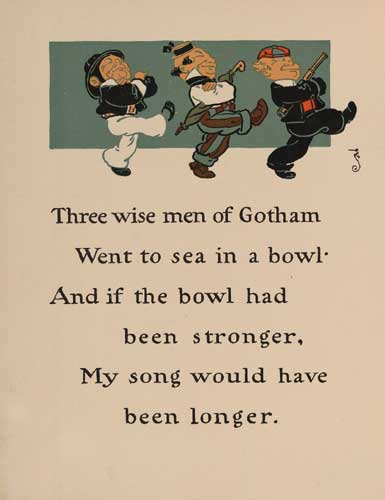
Der Kindervers im Kinderbuch Mother Goose (1901)

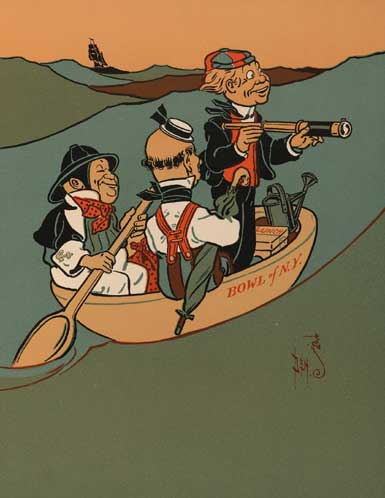
Die Three wise men of Gotham, Illustration in Mother Goose (1901)

An die Wise Men of Gotham wird in einem beliebten Kinderlied (Roud Folk Song Index Nummer 19695) erinnert. Der Text lautet:
Three wise men of Gotham,

They went to sea in a bowl,

And if the bowl had been stronger

My song would have been longer.
Der Reim erschien erstmals um 1765 in Mother Goose’s Melody und seitdem in vielen anderen Zusammenstellungen.

## Popkultur
In Erinnerung an die bauernschlauen Ereignisse von Gotham verwendete der Schriftsteller Washington Irving in seiner satirischen Zeitschrift Salmagundi den Namen Gotham für New York City (1807). Dies wurde dann auch ein inoffizieller Beiname der Metropole.
Heutigen Menschen ist vor allem die fiktive Stadt Gotham City aus den populären Batman-Comics bekannt. Die zunächst namenlose Großstadt bekam im Heft Batman #4 (1940) den Namen Gotham City verpasst. In jüngerer Zeit wurde in Batman-Comics vereinzelt auf die Legende der Verrückten im englischen Gotham Bezug genommen. In den Batman Chronicles #6 (1996) plant ein Schurke den Bau einer Irrenanstalt und schlägt vor, diese Gotham zu nennen, „nach einem Dorf in England, wo nach allgemeiner Überzeugung alle ihres Verstandes beraubt sind“. In Batman: Legends of the Dark Knight #206 (2006) wird nochmals das englische Dorf Gotham erwähnt; Kundschafter hätten dort gesehen, wie Verrückte in den Straßen herumlaufen.
In der DC-Comics-Serie The Batman of Arkham rezitiert Joker den Kinderreim „Wise Men of Gotham“.